# كام ريديش
كام ريديش (بالإنجليزية: Cameron Reddish)‏ هو لاعب كرة سلة أمريكي يلعب في مركز مدافع مسدد الهدف أو لاعب هجوم صغير الجسم في نادي شارلوت هورنتس.

## روابط خارجية
- كام ريديش على موقع الاتحاد الدولي لكرة السلة (الإنجليزية)
- كام ريديش على موقع إن بي أي (الإنجليزية)
- كام ريديش على موقع سبورتس رفرنس (الإنجليزية)
- كام ريديش على موقع إي إس بي إن.كوم (الإنجليزية)
- كام ريديش على موقع كلية كرة السلة في سبورتس رفرنس.كوم (الإنجليزية)
- كام ريديش على موقع ريلجم (الإنجليزية)
- كام ريديش على موقع بروبوليرز (الإنجليزية)